# Archidiocèse médiéval de Riga
1224–1561
Entités précédentes :
- Terra Mariana

Entités suivantes :
- Duché de Livonie

L'archidiocèse de Riga fut le premier diocèse dans les structures ecclésiales de l'État teutonique médiéval. Le siège était à la cathédrale de Riga en Livonie (Terra Mariana). Les archevêques ont un rôle métropolitain rassemblant les suffragants de Livonie et dans les pays prussiens en une province ecclésiastique. En plus de leur autorité religieuse, ils obtinrent l’investiture féodale sur une principauté ecclésiastique de la Confédération livonienne, l'archévêché de Riga situé dans le nord de l'actuelle Lettonie.
Avec l'abolition du statut de prince-évêque durant la guerre de Livonie, en 1561, l'archevêque Guillaume de Brandebourg-Ansbach perd son titre. L'archidiocèse catholique de Riga est finalement supprimé par la réforme protestante en 1563. Le 22 septembre 1918, le diocèse de Riga est recréé.

## Historique

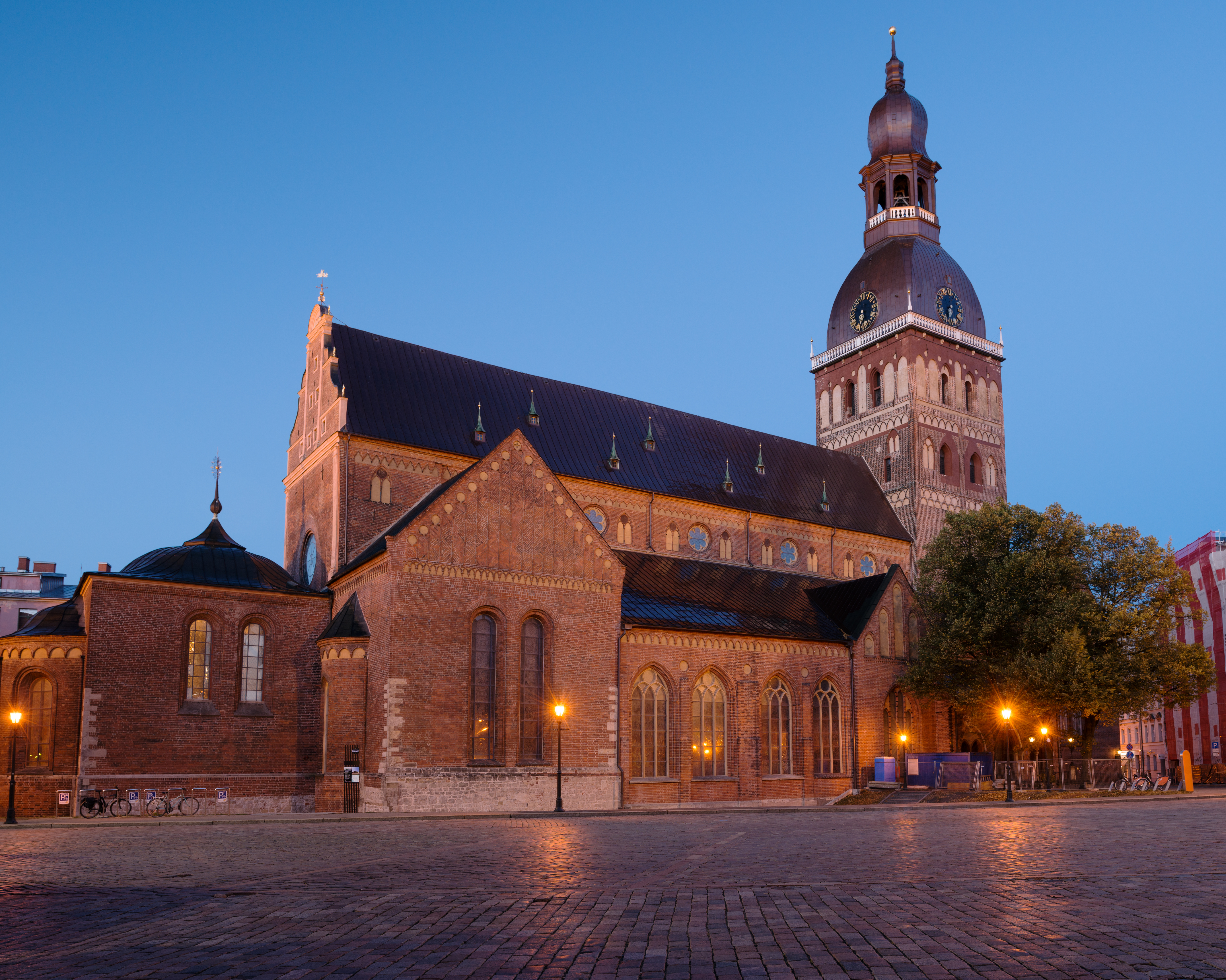
La cathédrale de Riga.

Le diocèse fut fondé  comme évêché de Livonie en 1186 par Hartwig II d'Utlede, l’archevêque de Brême, qui fait de Meinhard de Holstein le premier évêque dans la ville de Ikšķile (Uexküll). En 1201, le siège est transféré à Riga sous l'évêque Albert de Buxhoeveden et prend le nom de diocèse de Riga avec un chapitre de chanoines des prémontrés. 
L'évêché obtient ses droits de fief par le Saint-Empire romain en 1207 et l'empereur Frédéric II attribue le titre de prince à l'évêque en 1224. 
En 1255, l'évêché est élevé au rang d'archidiocèse par le pape. Dépendent de lui les diocèses suffragants de Dorpat, de Courlande, d'Ösel-Wiek et de Sambie en Livonie, ainsi que de Varmie, de Culm et de Pomésanie en Prusse. Le diocèse de Reval (Tallinn)  était soumis à l'archidiocèse de Lund. L'archevêque est à la fois seigneur temporel et autorité spirituelle. 
Dans les années 1330, le chapitre de la cathédrale et la résidence de l'archevêque sont conquises par l'ordre de Livonie. Par la suite, le territoire fut incorporé dans l'État teutonique; néanmoins l'archidiocèse gardait son autonomie spirituelle. 
L'archidiocèse de Riga existera jusqu'en 1561, évoluant de la religion catholique au Calvinisme en participant à la Réforme protestante. Cette année-là, Riga devient une ville libre. Après la disparition de la Confédération livonienne dans la tourmente de la guerre de Livonie et la signature du traité de Vilnius le 28 novembre 1561, le Duché de Livonie est formé, un État vassal du grand-duché de Lituanie. 

## Liste des évêques et archevêques
- (1er) 1186-1196 : Meinhard de Holstein, évêque d'Ikšķile
- (2e) 1196-1198 : Berthold, évêque d'Ikšķile
- (3e) 1198-1229 : Albert de Buxhoeveden, premier évêque de Riga
- (4e) 1229-1253 : Nicolas de Nauen
- (5e) 1253-1273 : Albert Suerbeer, premier archevêque, archevêque d'Armagh (1240-1246) et évêque de Lübeck (1247-1253), Albert II
- (6e) 1273-1284 : Jean de Lune, Jean Ier
- (7e) 1285-1294 : Jean de Vechta, Jean II
- (8e) 1294-1300 : Jean de Schwerin, Jean III
- (9e) 1300-1302 : Isarnus de Fontiès (Fontiano), archevêque de Lund (1303-1310) et archevêque de Salerne (1310)
- (10e) 1302-1304 : Jens Grand, archevêque de Lund (1289-1303) et archevêque de Brême (1310-1327)
- (11e) 1304-1341 : Frédéric de Pernštejn
- (12e) 1342-1347 : Engelbert de Dolen, évêque de Dorpat (1323-1341)
- (13e) 1348-1369 : Fromhold de Vifhusen
- (14e) 1370-1374 : Siegfried de Blomberg
- (15e) 1374-1393 : Jean Walteri de Zinten, Jean IV
- (16e) 1393-1418 : Jean de Wallenrode, évêque de Liège (1418-1419), neveu du grand maître Konrad von Wallenrode, Jean V
- (17e) 1418-1424 : Jean Ambundii, Jean VI
- (18e) 1424-1448 : Henning Scharpenberg
- (19e) 1448-1479 : Sylvester Stodewescher
- (20e) 1479-1483 : Stephan Grube
- (21e) 1484-1509 : Michael Hildebrand
- (22e) 1509-1524 : Jasper Linde
- (23e) 1524-1527 : Jean de Blankenfeld, Jean VII, évêque de Reval (1514-1524), évêque de Dorpat (1518-1527)
- (24e) 1528-1539 : Thomas Schöning (fils de Johann Schöning, maire de Riga)
- (25e) 1539-1561 : Guillaume de Brandebourg-Ansbach